# Riikahè
Riikahè (Rukahes, Rucahes), 'narod iz ravnice' ili “gente de campo abierto” jedna od tri skupine koje su prema Martinu Dobrizhofferu u 18. i 19. stoljeću činile pleme Abipón, porodica Guaycuruan, nastanjeno na području Gran Chaca u sjevernoj Argentini. Nestali su kao i Nakaigetergehè u ranom 19. stoljeću nakon ratova sa Španjolcima.

## Vanjske poveznice
- S. J. Martín Dobrizhoffer, HISTORIA DE LOS ABIPONES Vol. III